# Lake Wazeecha
Lake Wazeecha – jednostka osadnicza w Stanach Zjednoczonych, w stanie Wisconsin, w hrabstwie Wood.